# Ехедем
Ехедем (грч. Ἐχέδημος) је личност из грчке митологије.

## Етимологија
Његово име има значење „онај који држи народ“.

## Митологија
Према Плутарху, са Маратом је био војник у армији Диоскура, у време када су они дошли у Атину како би спасили своју сестру Хелену коју је био отео Тезеј. По њему је академија добила назив. Наиме, тада се звала ехедемија. Међутим, академија је можда добила назив по Академу.